# Colors Straight Up
Pour plus de détails, voir Fiche technique et Distribution.
Colors Straight Up est un film américain réalisé par Michèle Ohayon, sorti en 1997.

## Synopsis
L'association Colors Straight Up enseigne le théâtre aux enfants de Los Angeles.

## Fiche technique
- Titre : Colors Straight Up
- Réalisation : Michèle Ohayon
- Scénario : Michèle Ohayon
- Musique : John Barnes, Mino Cinelu, Joseph Julián González, Jazzhole et Robert Jerald
- Photographie : Jacek Laskus et Theo van de Sande
- Montage : Edgar Burcksen
- Production : Michèle Ohayon et Julia Schachter
- Société de production : Echo Pictures
- Pays de production :  États-Unis
- Genre : Documentaire
- Durée : 94 minutes
- Dates de sortie : 
  - Allemagne : 1er novembre 1997 (DOK Leipzig)
  - États-Unis : 21 avril 1998 (USA Film Festival)

## Distinctions
Le film a été nommé à l'Oscar du meilleur film documentaire.